# Miroslava Knapková
Miroslava Knapková (Pronunciació txeca: [ˈmɪroslava ˈknapkovaː]) (Brno, 19 de setembre de 1980) és una remadora txeca que ha estat campiona del món de scull al llac Bled l'any 2011, i a l'any següent campiona olímpica en la mateixa disciplina.